# Cute (I’m Not Cute!)
Cute (I’m Not Cute!) – szósty singel polskiego zespołu Blog 27, wydany w marcu 2008 roku, promujący album Before I’ll Die....
Piosenkę napisała liderka zespołu, Tola Szlagowska, która była także jej współproducentką, razem z Agnieszką Burcan i Pawłem Radziszewskim z zespołu Plastic. Singel miał swoją premierę 10 marca 2008 na antenie Radio Eska, a jego teledysk, wyreżyserowany przez Annę Maliszewską, ukazał się 10 kwietnia. Wideoklip, jak i sama piosenka, otrzymały pozytywną, czterogwiazdkową ocenę w amerykańskim magazynie Blender. „Cute (I’m Not Cute!)” weszło na radiową listę rozgłośni RDN Małopolska.

## Lista ścieżek
- Digital download[6]

1. „Cute (I’m Not Cute!)” – 3:09